# Braćani
Braćani este un sat din comuna Danilovgrad, Muntenegru. Conform datelor de la recensământul din 2003, localitatea are 15 locuitori (la recensământul din 1991 erau 21 de locuitori).

## Demografie
În satul Braćani locuiesc 13 persoane adulte, iar vârsta medie a populației este de 53,0 de ani (53,5 la bărbați și 52,4 la femei). În localitate sunt 8 gospodării, iar numărul mediu de membri în gospodărie este de 1,88.
|  |

| Demografie | Demografie | Demografie |
| An         | Locuitori  | Locuitori  |
| ---------- | ---------- | ---------- |
|            |            |            |
|            |            |            |
|            |            |            |
|            |            |            |
| 1948       | 175        |            |
| 1953       | 176        |            |
| 1961       | 140        |            |
| 1971       | 91         |            |
| 1981       | 44         |            |
| 1991       | 21         | 21         |
| 2003       | 15         | 15         |

| \| Componența etnică conform recensământului din 2003[2] \| Componența etnică conform recensământului din 2003[2] \| Componența etnică conform recensământului din 2003[2] \| Componența etnică conform recensământului din 2003[2] \| Componența etnică conform recensământului din 2003[2] \| \| ----------------------------------------------------- \| ----------------------------------------------------- \| ----------------------------------------------------- \| ----------------------------------------------------- \| ----------------------------------------------------- \| \| \| \| \| \| \| \| Muntenegreni \| Muntenegreni \| \| 13 \| 86,66% \| \| Sârbi \| Sârbi \| \| 2 \| 13,33% \| \| necunoscută \| necunoscută \| \| 0 \| 0% \| |              |  |    |        |
| Componența etnică conform recensământului din 2003 |              |  |    |        |
| |              |  |    |        |
| Muntenegreni | Muntenegreni |  | 13 | 86,66% |
| Sârbi | Sârbi        |  | 2  | 13,33% |
| necunoscută | necunoscută  |  | 0  | 0%     |